# Anandamaji Ma
Anandamaji Ma, też Anandamoji Ma (trl. Ānandamayī Mā, bengali আনন্দময়ী মা, Pełna Błogości Matka, Radością Przeniknięta Matka, ur. 30 kwietnia 1896 r., zm. 27 sierpnia 1982 r. w Kishanpur, Dehradun) – właściwie Nirmala Sundari Devi, indyjska jogini. Pochodziła z kasty bramińskiej. Propagowała bhaktijogę.

## Młodość
Nirmala urodziła się 30 kwietnia 1896 r. jako córka Bipinbihari Bhattacharya i Mokshada Sundari Devie w Kheora w dystrykcie Brahmanbaria w Bengalu (obecnie to jest terytorium Bangladeszu). Pochodziła z kasty bramińskiej. Jej rodzice byli wyznawcami wisznuizmu.

## Małżeństwo świętej
Była żoną Śri Dźagatbandhu Ćakrawartiego. Została wydana za mąż w wieku 13 lat. Do konsumpcji małżeństwa nie doszło – mąż doświadczył, że żona do tego nie jest zdolna. Jeśli przejawiał chęć zbliżenia, jej ciało sztywniało i stawało się jakby martwe – tak, że konieczna była reanimacja poprzez jego modlitwę z użyciem mantry. Gdy pojął, jak zaawansowany stan świętości osiągnęła jego młoda żona, przeszedł wewnętrzną przemianę. Składając Anandamaji Ma dozgonny ślub celibatu oraz całkowitego milczenia (mouna), został jednym z najbardziej oddanych uczniów przyjmując jako swoją guru. Mokszada Sundari Dewi, matka świętej w 1914 nazwała jej męża Śri Dźagatbandhu Ćakrawartiego tytułem Bholanath – odtąd tylko tak się do niego zwracano.

## Droga duchowa
Charakterystycznym dla tej świętej jest, że nie posiadała guru w fizycznej postaci.
W domu męża regularnie śpiewała imiona boga i medytowała. Mając 26 lat, Anandamaji Ma doznała niezwykłej wewnętrznej inicjacji (diksza), otrzymując indywidualną mantrę (isztamantra) do dalszych medytacji. W roku 1923 prowadziła wielodniowe sadhany, często przez kilka dni nic nie jedząc ani nie pijąc. Potrafiła pozostawać w ekstazie wiele dni i tygodni. Gdy powracała do normalnego świata, zapominała jak się mówi i chodzi, a nawet je i pije.
Anandamaji Ma przez kilkanaście lat wędrowała po świątyniach północnych Indii, pozostając prawie bez przerw w stanie samadhi i nie rozwijając bliższych kontaktów z otoczeniem.

## Twórczość i nauczanie
W swoim życiu nie przeczytała ani jednej książki. Chociaż pochodziła z rodziny bramińskiej, jako kobieta nie otrzymała tradycyjnego wykształcenia wedyjskiego (gurukula). Edukację zakończyła ze słabą umiejętnością pisania. Nie przeszkodziło to jej być autorytetem w sprawach rozwoju duchowego i jogi. Tworzyła poezję w sanskrycie. Wielokrotnie zadziwiała intelektualistów swą mądrością. Przekazywała wiedzę, którą zdobyła dzięki własnym medytacjom i płynącym z nich doświadczeniom duchowego rozwoju.

## Uczniowie
Wśród uczniów Anandamaji Ma wskazać można następujące postacie:
- jej mąż Bholanath
- Gopinath Kaviraj

## Darśany
Spotkania z tą świętą opisują w swoich książkach między innymi: Tadeusz Margul i Paramahansa Jogananda (Autobiografia jogina). Odwiedziła Mirtola Aśram w rejonie Almory w październiku 1943 roku.

### Świadectwo Caycedo
Darśan w aśramie delhijskim opisuje w swej pracy Indie joginów profesor Alfonso Caycego. Tematem prowadzonej rozmowy były:
- ostateczny cel na drodze do wyzwolenia dalszy niż samadhi (będące tylko zaawansowanym etapem według nauczania świętej)
- dźwięki (szczególnie wewnętrzny dźwięk anahatnadam) i wizje w jogicznych sadhanach – ich zasadność i bezpieczeństwo dla psychiki[10].

### Świadectwo Joganandy
Paramahansa Jogananda trzykrotnie spotkał Anandamaji Ma. Opisuje jak dokonała uzdrowienia konającego mężczyzny w Dźamszedpurze, zaświadcza że w sposób szczególnie zaawansowany osiągała stan jogicznej ekstazy, a jej twarz „lśniła niewypowiedzianą radością” (ananda), gdy wycofywała świadomość z ciała fizycznego.

## Aśramy
Współcześnie jej aśramy o nazwach Shree Shree Ma Anandamayee Ashram zlokalizowane są w następujących miejscowościach:
- Indie:
  - Kalkuta
  - Agartala
  - Almora
  - Himpura
  - Bhopal
  - Rajpur
  - Dehradun (4 placówki)
  - Jamshedpur w stanie Bihar
  - Hardwar (świątynia mahasamadhi w dzielnicy Kankhal)
  - Kedarnath
  - Naimisharanya
  - New Delhi
  - Pune
  - Puri
  - Radźgir w stanie Bihar
  - Ranchi w stanie Bihar
  - Chandipur-Tarapeeth
  - Uttarkashi
  - Varanasi
  - Vindhyachal w stanie Mirzapur
  - Vrindavan

- Bangladesz:
  - Dhaka
  - Kheora w dystrykcie Khandawa